# غاري كيمب
غاري كيمب (بالإنجليزية: Gary Kemp)‏ هو كاتب أغاني وعازف قيثارة وموسيقي وممثل بريطاني، ولد في 16 أكتوبر 1959 بلندن في المملكة المتحدة.

## أعمال

### أفلام
- (1992) الحارس الشخصي[6][7][8]

## وصلات خارجية
- غاري كيمب على موقع IMDb (الإنجليزية)
- غاري كيمب على موقع ألو سيني (الفرنسية)
- غاري كيمب على موقع ميوزك برينز (الإنجليزية)
- غاري كيمب على موقع أول موفي (الإنجليزية)
- غاري كيمب على موقع أول موفي (الإنجليزية)
- غاري كيمب على موقع قاعدة بيانات الأفلام السويدية (السويدية)
- غاري كيمب على موقع إن إن دي بي (الإنجليزية)
- غاري كيمب على موقع أول ميوزيك (الإنجليزية)
- غاري كيمب على موقع ديسكوغز (الإنجليزية)
- غاري كيمب على موقع قاعدة بيانات الفيلم (الإنجليزية)